# Llop (nom)
Llop és un nom de fonts català masculí. Prové del cognomen llatí Lupus, emprat tardanament com a prenom. L'onomàstica se celebra dia 29 de juliol, per Sant Llop de Troyes, o bé dia 22 de maig, per Sant Llop de Llemotges.

## Personatges
- Llop de Troyes
- Llop de Llemotges
- Llop de Friül
- Llop I d'Aquitània
- Llop II
- Llop III Centul
- Llop de Ferrières
- Llop Fortun
- Llop ibn Mussa ibn Mussa
- Llop ibn Muhàmmad
- Llop I de Bigorra
- Llop I de Pallars
- Llop Iníguez
- Llop el Protoespatari
- Llop Simó i Ramis

### Lupus
En certes cultures centreeuropees el nom llatí no se solia adaptar
- Lupus Lupi
- Lupus Hellinck

### Lope
En castellà el nom pren la forma Lope
- Lope Díaz I d'Haro
- Lope Díaz II d'Haro
- Lope Díaz III d'Haro
- Lope Ferrench de Luna
- Lope García de Castro
- Lope Garçés el Peregrino
- Lope Gisbert y García Tornel
- Lope Ximénez d'Urrea i de Bardaixí
- Lope d'Albero
- Lope de Aguirre
- Lope de Barrientos
- Lope de Luna
- Lope de Rueda
- Lope de Vega

### Lupo
En italià el nom pren la forma Lupo
- Lupo di Francesco

### Wolf
En llengües germàniques com l'anglès o l'alemany el nom es tradueix i pren la forma Wolf
- Wolf Bickel
- Wolf Biermann
- Wolf Blitzer
- Wolf Hart
- Wolf Huber
- Wolf Leslau
- Wolf Vostell

### Ulf
En les llengües germàniques escandinaves el nom també es tradueix i pren la forma Ulf
- Ulf Andersson
- Ulf Hielscher
- Ulf Johansson
- Ulf Karlson
- Ulf Risse
- Ulf von Euler